# Enargia variegata
Enargia variegata är en fjärilsart som beskrevs av Tutt 1892. Enargia variegata ingår i släktet Enargia och familjen nattflyn. Inga underarter finns listade i Catalogue of Life.